# Пулитцеровская премия 1978 года
Лауреаты Пулитцеровской премии 1978 года были объявлены 17 апреля, в понедельник. Впервые в истории премии лауреатами в разных номинациях стали сразу три представителя одной и той же газеты. Этой газетой оказалась «Нью-Йорк Таймс».
За исключением лауреата в номинации «За заслуги перед обществом», получившего «Пулитцеровскую золотую медаль», а также лауреатов «специальных номинаций», получивших премии из независимого фонда спонсоров, все лауреаты получили чек на $1 000.
Ниже приведены все лауреаты премии за 1978 год.

## Журналистика
- За служение обществу

Главную премию, — золотую медаль с портретом отца-основателя США, — получила филадельфийская газета «Филадельфия Инкуайрер». — За серию статей о злоупотреблениях властью в местной полиции.
- За выдающуюся подачу сенсационного материала:

Отмечен репортёр Richard Whitt из «The Courier-Journal», — за репортаж о пожаре в ночном клубе «Beverly Hills Supper Club» (Southgate, Kentucky), унёсшем жизни 164 человек, и последующее расследование вины местных органов пожарного надзора.
- За выдающееся расследование:

Награждён R. Dolan, репортёр газеты «The Advocate» (Стамфорд), — за серию статей о коррупции в муниципалитете.
- За раскрытие национальной темы:

Корреспондент Gaylord D. Shaw из «Лос-Анджелес Таймс», — за серию статей об опасном состоянии крупнейших национальных плотин.
- За международный репортаж:

Награждён штатный корреспондент Азиатского отделения газеты «Нью-Йорк Таймс» Henry Kamm, — за серию рассказов о никому не нужных беженцах из Индокитая; статьи гуманизировали отношение к беженцам как внутри США, так и в странах, ранее не желавших их принимать.
- За комментарий:

Уильям Сэфа́йер из «Нью-Йорк Таймс», — пять заметок Сэфайера в течение двух месяцев о разных странностях в Департаменте по бюджету Правительства США привели к скандальной отставке директора этого департамента, Бёрта Лэнса.
- За критику:

Третий, рекордный, лауреат из «Нью-Йорк Таймс», Walter Kerr, — за статьи о театре в 1977 году, а также на протяжении всей его долгой карьеры.
- За редакционный комментарий:

Заместитель редактора редакционной страницы «»Вашингтон Пост"" Meg Greenfield, — за отборные образцы её работы.
- За карикатуры[англ.]:

Jeffrey K. MacNelly, художник из «Richmond Times-Dispatch».
- За новостную фотографию:

John H. Blair, специальный фотокорреспондент «Юнайтед Пресс Интернэшнл», — за фотографию брокера из Индианаполиса, взятого в заложники в вооружённом нападении.
- За художественную фотографию:

Фотограф J. Ross Baughman из «Ассошиэйтед Пресс», — за три фотографии чернокожих пленников у гвардейцев Родезии из зоны партизанских действий.